# Reizung
Die Reizung ist eine Methode zur Untersuchung der Erregbarkeit von Zellen, Geweben und Organen und zur Beeinflussung der Funktion dieser Strukturen und der von ihnen beeinflussten Körperabschnitte. Ziele sind insbesondere das Nerven- und Muskelgewebe, die Sinnesorgane und das Gehirn. Verwendet werden adäquate Reize, z. B. Licht für das Auge oder elektrischen Strom, der in seinen Parametern besonders gut kontrollierbar ist.